# Kalabahi Barat
Kalabahi Barat is een bestuurslaag in het regentschap Alor van de provincie Oost-Nusa Tenggara, Indonesië. Kalabahi Barat telt 3375 inwoners (volkstelling 2010).